# Олена Драгаш

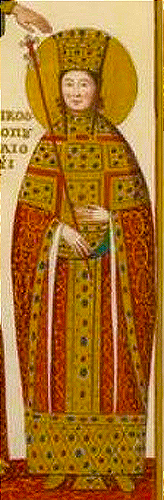

Олена Драгаш (бл. 1372 — 23 березня 1450) — візантійська імператриця. Свята православної церкви. Її день 23 березня.

## Життєпис
Походила зі знатного сербського роду Деяновичів. Донька Костянтина Драгаша Деяновича, володаря Вельбуждського деспотату. Матір невідома.
Народилася близько 1372 р. Здобула гарну освіту, відзначалася своєю красою, благочестям, мудрістю та справедливістю.
10 лютого 1392 року видана заміж за візантійського імператора Мануїла II. Не втручалася в політичні справи, більше уваги приділяла підтримці православної церкви та монастирів, а також нужденних. Після смерті чоловіка у 1425 р. стає черницею під ім'ям Гипонома у монастирі Св. Марти. Вона допомагала створити будинок для людей похилого віку, розташований у монастирі Св. Іоанна в Петріоні, де зберігалися також мощі Св. Патапія Фіванського.
У 1448 р. після смерті її старшого сина — імператора Іоанна VIII підтримала другого сина Костянтина у боротьбі з братом Дмитром Палеологом. За час відсутності Костянтина XI виконувала обов'язки регента. Зрештою переконала османського султана Мурада II підтримати Костянтина, завдяки чому той у 1449 році офіційно став імператором.
Померла 23 березня 1450.
Оголошена православною церквою святою.

## Родина
Чоловік — Мануїл II, візантійський імператор.
Діти:
- донька
- Костянтин (д/н — 1400/1405)
- Іоанн (1392—1448), імператор
- донька (1394/1398 — бл. 1404)
- Феодор (1396—1448), 5-й деспот Мореї
- Андронік (1400—1428), деспот Фессалонік у 1408—1423 роках
- Михайло (д/н — 1409/1410)
- Костянтин (1404—1453), останній візантійський імператор
- Дмитро (1407—1470), 7-й деспот Мореї
- Фома (1409—1465), 8-й деспот Мореї